# Léonin

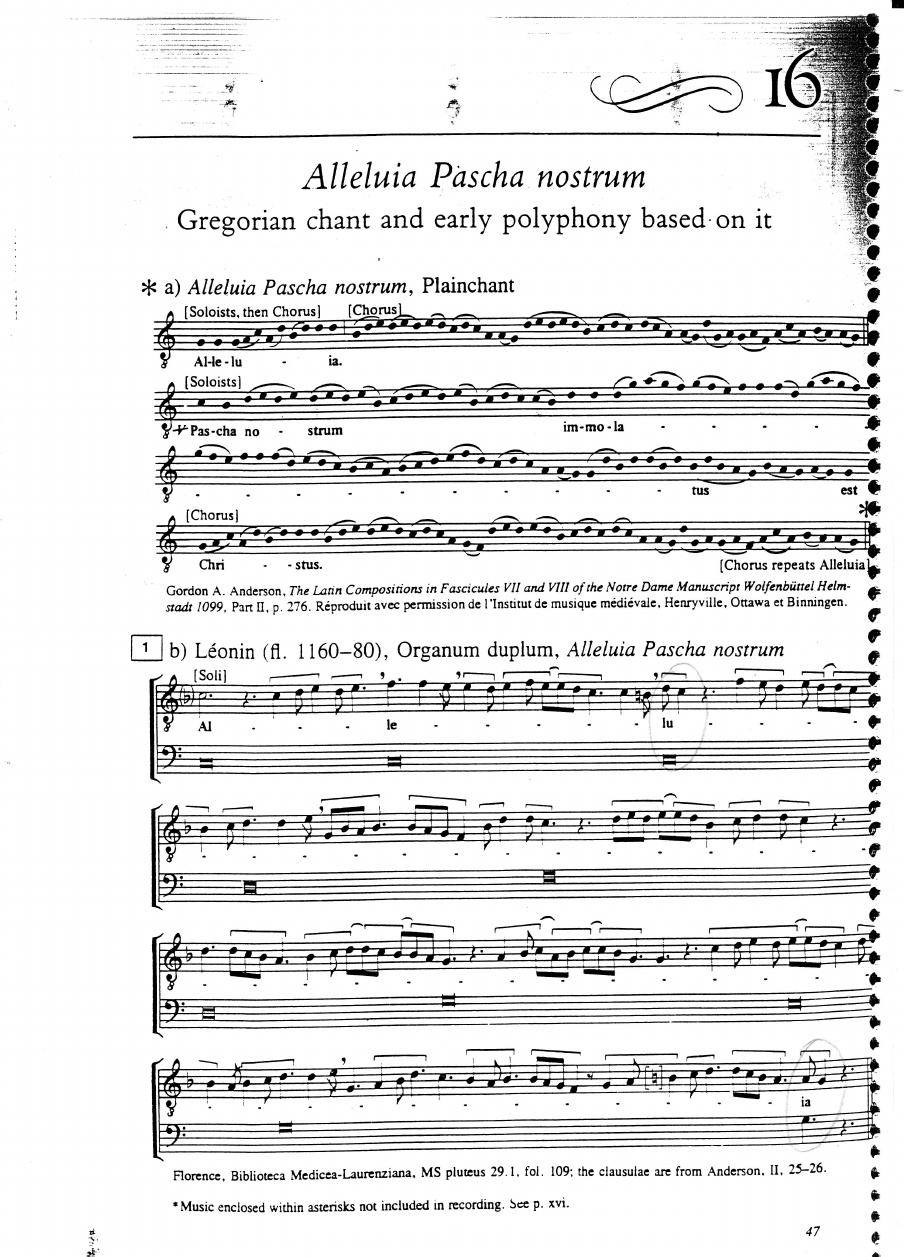
Allelulia Pascha nostrum: canto gregoriano y, basado en él, organum de Léonin.

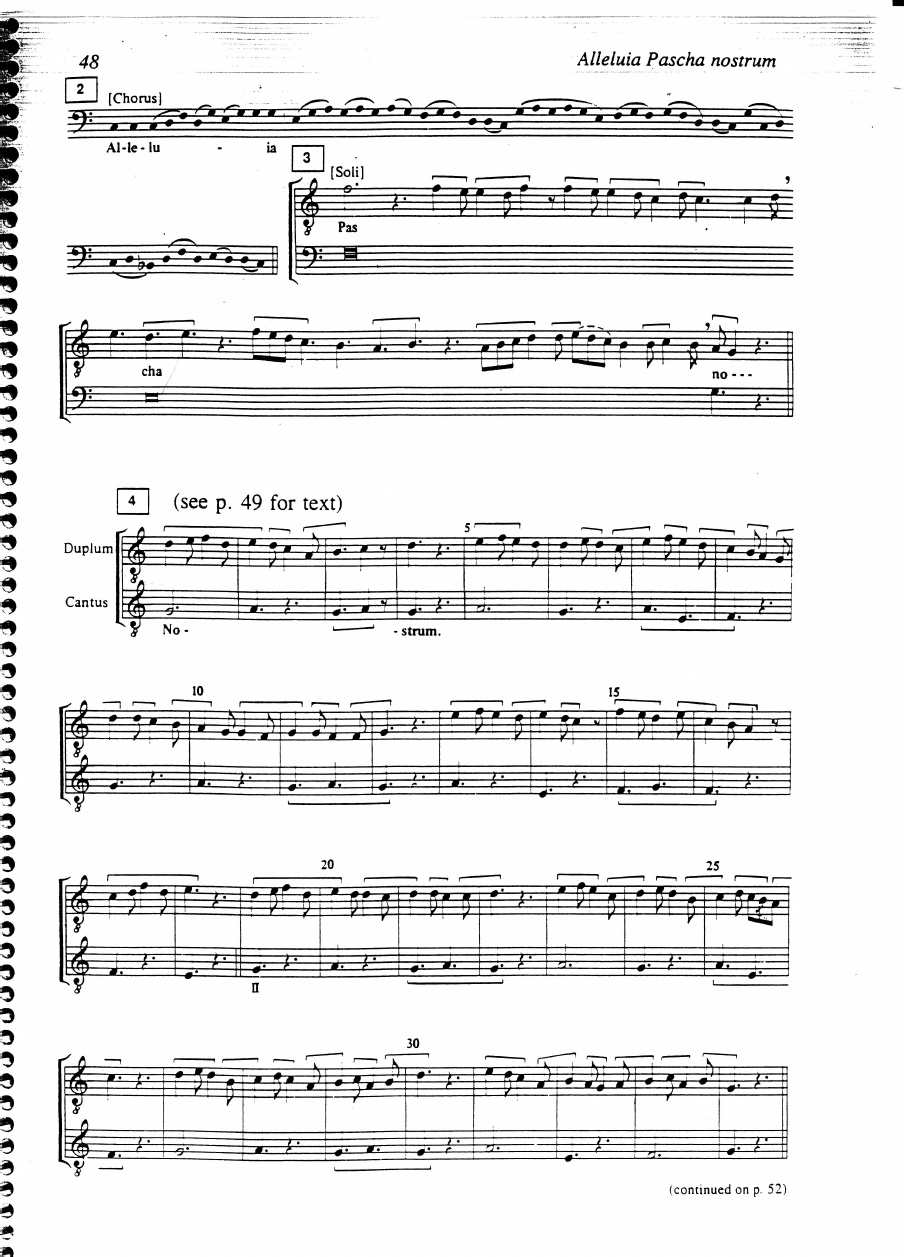
Allelulia Pascha nostrum: íd.

Léonin o Magister Leoninus (fl. 1150–1201) es, junto con Perotín, el primer compositor conocido de organum polifónico, relacionado con la Escuela de Notre Dame. 
Un monje anónimo inglés, conocido actualmente por el nombre de Anónimo IV, escribió un siglo después de su muerte que Léonin era el mejor compositor de organum para la expansión del servicio divino. Esta es la única referencia escrita que se tiene de Léonin.

## Vida
Compositor, poeta y profesor francés. En el año 1150 y hasta 1160 fue administrador de la catedral en París. En 1192 fue ordenado sacerdote en la Catedral Notre Dame de París.

## Obra
Se le atribuye la creación del Magnus liber organi, el gran libro del organa, estilo de composición de mediados del siglo XII, usado en Notre Dame hacia 1200. No se conserva en su forma original, pero han sobrevivido diversas copias en manuscritos que se encuentran en Florencia, Wolfenbüttel y Madrid. El libro, posteriormente editado por Perotín, pone las bases de la concepción de la polifonía y composición escrita.
También escribió el Gran libro del gradual y del antifonario.
Asimismo, compuso organa para las partes solistas de los cantos responsoriales de la misa y del oficio.
Uno de los rasgos distintivos del estilo de Léonin era la yuxtaposición de elementos viejos y nuevos, de pasajes de organum florido que se alternaban y contrastaban con las cláusulas de discanto, de mayor vivacidad rítmica. 
Entre sus composiciones se encuentra Viderunt omnes.

## Discografía
- 1976 – Vox Humana. Vokalmusik aus dem Mittelalter. Studio der frühen Musik, Thomas Binkley. (EMI Reflexe 46401)
- 1993 – École de Notre-Dame de Paris. Ensemble Gilles Binchois, Dominique Vellard. (Harmonic 9349)
- 1995 – L'âge des Cathédrales, Musiques extraites du «Magnus liber organi». Theatre of Voices, Paul Hillier. (Harmonia Mundi 7157)
- 1997 – École de Notre-Dame: Léonin, Pérotin, plein-chant et organum tiré du Magnus Liber Organi. The Orlando Consort.